# Citadele banka
De Citadele banka is een van de grootste spaarbanken in Letland, maar is ook actief in Estland en Litouwen.
De Citadele bank groep is actief in Oost-Europa, maar ook de AP Anlage und Privatbank AG in Zwitserland is eigendom van de Citadele groep.